# هاینریش فون برنتانو
هاینریش فون برنتانو (انگلیسی: Heinrich von Brentano; زاده ۲۰ ژوئن ۱۹۰۴ – درگذشته ۱۴ نوامبر ۱۹۶۴) یک سیاست‌مدار اهل آلمان از اتحادیه دموکراتیک مسیحی (CDU) بود. او از سال ۱۹۵۵ تا ۱۹۶۱ به عنوان وزیر امور خارجه فدرال خدمت کرد.